# Peter Žonta
Peter Žonta (Liubliana, Yugoslavia, 9 de enero de 1979) es un deportista esloveno que compitió en salto en esquí. 
Participó en dos Juegos Olímpicos de Invierno, en los años 1998 y 2002, obteniendo una medalla de bronce en Salt Lake City 2002, en la prueba de trampolín grande por equipos (junto con Damjan Fras, Primož Peterka y Robert Kranjec).

## Palmarés internacional
| Juegos Olímpicos | Juegos Olímpicos                | Juegos Olímpicos  | Juegos Olímpicos |
| Año              | Lugar                           | Medalla           | Prueba           |
| ---------------- | ------------------------------- | ----------------- | ---------------- |
| 2002             | Salt Lake City (Estados Unidos) | Medalla de bronce | TG por equipos   |